# Toivo Alajärvi
Toivo Alajärvi, född 10 mars 1906 i Helsingfors, död 13 mars 1981 i Nurmijärvi, var en finländsk skådespelare.
På 1920-talet var Alajärvi verksam vid Dallapé-orkestern, där han fungerade som grundaren Martti Jäppiläs högra hand. Till hans uppgifter som manager hörde förutom att organisera orkesterns turnéer på landsbygden och sköta biljettförsäljning, också att tillse orkesterns förlagsverksamhet.

## Filmografi
- Muhoksen Mimmi, 1952
- Muuan sulhasmies, 1956
- Lauantai-ilta kestikievarissa (TV-serie), 1963
- Vapputanssit (TV-serie), 1965